# Parque Cidade de Toronto
O Parque Cidade de Toronto é um parque localizado no bairro City América, região de Pirituba, zona noroeste da cidade de São Paulo.
O parque foi criado no ano de 1992 pela Prefeitura de São Paulo em parceria e cooperação técnica da prefeitura da cidade de Toronto, Canadá.